# Galo Llorente
Galo Llorente es un paraje rural del centro de la provincia de Buenos Aires, Argentina, perteneciente al partido de Nueve de Julio.

## Toponimia
Su nombre homenajea al inmigrante español Galo Llorente (1850-1946), genearca de una familia reconocida y ligada a la historia de Nueve de Julio y alrededores.

## Ubicación
Se encuentra a 43 km al oeste de la ciudad de Nueve de Julio.
Se accede desde Nueve de Julio por la Ruta Nacional 5 hasta la localidad de Cambaceres, para luego continuar 7 km hacia el norte, hasta el paraje.

## Historia
El paraje se crea a partir de la llegada del Ferrocarril Provincial de Buenos Aires en 1914. 
Era un centro de transferencia del Ferrocarril Provincial de Buenos Aires hacia la localidad de Mira Pampa y la ciudad de Pehuajó.
El cierre del ramal en 1960 obligó a un gran éxodo de sus habitantes hacia ciudades más grandes.

## Población
Durante los censos nacionales del INDEC de 2001 y 2010 fue considerada como población rural dispersa.